# Ali Çelik
Ali Can Çelik (* 12. Januar 1988 in Gölbaşı) ist ein türkischer Fußballspieler.

## Karriere
Çelik begann seine Profikarriere bei Gençlerbirliği Ankara und wurde mehrere Male verliehen, ehe er 2008 nach Adana Demirspor verkauft wurde. Auch dort wurde er insgesamt dreimal verliehen, insgesamt bestritt er 41 Ligapartien für Demirspor. Über mehrere Stationen landete er 2014 schließlich bei Tavşanlı Linyitspor. Für Tavşanlı bestritt er sein erstes Ligaspiel am 31. August 2014, als er gegen Tarsus İdman Yurdu in der 75. Minute eingewechselt wurde, das Spiel endete 2:2. Am 7. September 2014 erzielte er sein erstes Tor in der 54. Minute gegen Yeni Malatyaspor, das Spiel verlor Tavşanlı mit 1:2.